# Stemmatophalera hypochlora
Stemmatophalera hypochlora is een vlinder uit de familie van de tandvlinders (Notodontidae). De wetenschappelijke naam van deze soort werd in 1960 als Chadisra hypochlora gepubliceerd door Sergius Kiriakoff.
De soort komt voor in tropisch Afrika in landen rondom de evenaar.